# 宮崎謙介
宮崎 謙介（みやざき けんすけ、1981年〈昭和56年〉1月17日 - ）は、日本の政治家、タレント。
衆議院議員を2期務め、政界引退後は兼業主夫であると宣言している。体重は80kg。

## 来歴
東京都新宿区生まれ、2歳から7歳まで商社勤務の父の仕事の都合によりフィリピンで生活する。早稲田大学高等学院、早稲田大学商学部卒業後、日本生命保険に入社。2004年、人材派遣会社のインテリジェンス（現・パーソルキャリア）に転職し、2005年にはITベンチャーのドリコムに転職した。
2006年、加藤鮎子（当時は加藤紘一秘書・後に衆議院議員）と結婚（2009年離婚）。2007年、就職支援事業の株式会社ネオトラディションを創業。

### 政界入り
2011年、自由民主党京都府第三選挙区支部長に選任された。選挙区の伏見区に親戚がおり幼少の頃より馴染みがあったためとしている。2012年12月の第46回衆議院議員総選挙で、自民党から立候補し、小選挙区で民主党前職の泉健太らを破り初当選。2014年、第47回衆議院議員総選挙で2回目の当選。
2015年5月、金子恵美（当時衆議院議員）と再婚を発表。同年末には育児休業を取得する意向を示し、注目を集めた。
2016年2月10日発売の週刊文春2月18日号が、宮崎が同年2月に妻の出産入院中に不倫をしていたと報道。同年2月16日午後の衆議院本会議にて衆議院議員を辞職。同日付で自民党を離党した（後述）。

### 議員辞職後
議員辞職後は実子の子育てや妻・金子の政治活動に携わる一方、2016年4月には経営コンサルティング会社「8infinity」を立ち上げ自ら社長に就任。宮崎は2017年10月22日に行われた第48回衆議院議員総選挙に出馬せず、それまで宮崎が立候補していた京都3区には比例北関東ブロックから鞍替えした木村弥生が自民党公認で立候補した。なお、この総選挙で金子は落選して、夫妻ともに国会議員ではなくなった。
同年10月22日、『サンデージャポン』（TBS）にコメンテーターとして出演。議員辞職後初めて公の場に姿を現した。以降も同番組に不定期で出演。以後、テレビコメンテーターとして『サンデージャポン』『バラいろダンディ』『バイキング』『ダウンタウンDX』『快傑えみちゃんねる』『胸いっぱいサミット』『ニュースな主役』『ダウンタウンのガキの使いやあらへんで!』などに出演（ダウンタウンのガキの使いやあらへんで!では青春ハイスクールの「波乱だらけの保護者会」で不倫の話の際に金子とともに出演している。これに関して浜田は「お前が言うか」「お前やろ」と発言している）。2019年10月4日、『バラいろダンディ』（TOKYO MX）の金曜MCとして初のレギュラー出演。
2022年4月24日放送のフジテレビ系「呼び出し先生タナカ」初回放送で15名の芸能人が生徒となって5教科＋美術、体育の学力テスト(小中学校レベル)を実施した結果、1位となった。
2024年7月26日放送のフジテレビ「全力!脱力タイムズ」では「真のクズ芸能人」を決める第1回「芸能界クズ-1グランプリ」で1位になった。
同年10月18日に行われた、11月17日投開票予定の兵庫県知事選挙の立候補予定者説明会に参加。同月22日に自身のYouTubeを更新し、立候補を断念したと明かした。

## 選挙歴
| 当落 | 選挙         | 施行日         | 選挙区  | 政党       | 得票数   | 得票率 | 比例区 |
| ---- | ------------ | -------------- | ------- | ---------- | -------- | ------ | ------ |
| 当   | 第46回衆院選 | 2012年12月16日 | 京都3区 | 自由民主党 | 58,951票 | 31.6%  | 小当   |
| 当   | 第47回衆院選 | 2014年12月14日 | 京都3区 | 自由民主党 | 59,437票 | 35.8%  | 小当   |

## 政策
- 憲法改正と集団的自衛権の行使に賛成[13]。
- アベノミクスを評価する[13]。
- 軽減税率の導入に反対[13]。
- 原発は日本に必要[13]。
- 村山談話・河野談話を見直すべきだ[13]。
- ヘイトスピーチを法律で規制することに反対[13]。
- 女性宮家の創設に反対[14]。
- 選択的夫婦別姓制度導入に関して、「どちらともいえない」としている[15]。

## 人物・エピソード
- 身長188cm、体重80kg、血液型O型[16]。
- 2006年に加藤鮎子と結婚したが、2009年に離婚した[17]。
  - 離婚原因は宮崎の女性問題であったと報じられた[18]。また、結婚にともない、宮崎は姓を宮崎から加藤に変更し、岳父である加藤紘一の引退後に自身が出馬できるよう準備を整えていた[19]と報じられたが、これに対し宮崎は「当時は政界に興味は全くなかったです」と否定した。
  - 前述の原因もあり、宮崎は引き継ぐ予定だった加藤家の地盤である山形3区を継げず、京都3区から公募で出馬することとなった[20]
- 2015年5月19日、同じ自民党・二階派所属議員である衆議院議員・金子恵美との再婚を発表した[21]。再婚に先立ち、すでに妊娠している（いわゆる「できちゃった結婚」）と報じられた[22]。
  - 金子との再婚を発表する一方で、宮崎は自身の支援者の娘とも交際していたことが報じられた。交際期間が金子と重複しているとも報じられたが、宮崎は取材に対し「全然全然。マジ勘弁してって感じですよ。妻と始まったのは二月中旬から下旬だから、時系列的には全然かぶってない。俺、かぶせることしないから」と答えた[23]。
  - 2016年2月18日、後述の不倫報道の続報として、週刊文春（2016年2月25日号）は、宮崎が金子とは別に他の女性とも婚約していたと報じた[24]。
- 2015年12月23日、日枝神社で挙式し[25]、都内のホテルで結婚披露宴を行った[26]。政治家の挙式・披露宴としては珍しくマスコミフルオープン（カメラ取材など全て自由）で行われた。
- 2016年2月5日、第一子となる長男が誕生した[27]。

### 育児休業取得をめぐる報道
金子の出産を控えた2015年12月、宮崎は男性の育児休業について、「休業を取ることによって職場で冷遇されるのではないかということが障壁になっている中、国会議員が先例となって率先して育児に参加したい」として、国会開会中に一か月程度の育児休業を取得する意向を示した。これに対し、女性活躍を担当する加藤勝信一億総活躍担当大臣は、「男性の育児休業を促していきたい中で、議員が率先してやっていくのは大事」と述べるとともに、現状、衆議院の規則では育児休業の規定はないため、「民間の就業規則などとは違うので、どのように国会の制度に入れていくのか、国会で議論してほしい」、「国民から負託を受けた一票は大変重たいが、それをどう行使していくのかバランスの問題だ」との考えを示した。また、宮崎は有志とともに、個人事業主など育休の取得が困難な労働者に対する法整備などを議論する勉強会を立ち上げた。
一方で、谷垣禎一自民党幹事長は「自営業者には育休の制度はなく、育児休業しようと思ったら、いくらでも本人の判断でできる。基本は国会議員も同じだ」と述べるにとどまった。また、育児休業取得に先立ち、2016年1月、宮崎は大島理森衆院議長に対し、衆院規則へ「育児休業」を追加するよう申し入れた。しかし、宮崎の一連の行動は自民党国対への事前連絡を一切行わずになされたものであったため、佐藤勉自民党国対委員長は「政党の所属議員が議員全体の規範に関わる改正を、党の了解なしに申し入れようとするのは前代未聞だ」として、不快感を示した。これを受けて宮崎の申し入れは撤回された。

### 妻の出産入院中に不倫を批判され議員辞職
- 2016年2月10日発売の週刊文春2月18日号が、金子が出産（切迫早産）のため、緊急入院していた1月30日から31日にかけて、宮崎が自身の選挙区にある京都市伏見区内の自宅マンション[33]に女性タレントを招き入れ、ともに宿泊したと報じた[34][35]。問題の日、宮崎は京都市長選挙の応援のために京都市内を訪れており[35]、女性タレントも伏見稲荷大社など京都市を訪れていた。女性タレントは一泊した後に帰京した。女性タレントは1月4日にも衆議院第一議員会館を訪れており、同日行われた自由民主党の新年会において和装で登場した宮崎の着付けを担当した。新年会には妻の金子も出席していた[36]。
  - 同年2月5日、週刊文春デジタルの取材に対し宮崎は「いやいやいや。勘弁してくださいよ。どういう時期か分かってるでしょ」と答え、タクシーに乗り、いずれかの方向へ立ち去った[34]。
  - 同年2月9日、衆議院本会議に出席後、国会議事堂内で記者団に不倫疑惑について問われた宮崎は、無言のまま駆け足で自動車に乗り込み、その場から立ち去った[37]。
    - その後、議員事務所も宮崎と連絡が取れなくなるなど、一時行方不明となっていたが、金子の入院している病院に滞在していることが、2月10日までに明らかになった。二階派幹部が宮崎のいた病院まで訪れ、聞き取り調査を行った。

  - 同年2月10日、宮崎は所属している二階派の代表である二階俊博自民党総務会長に謝罪した[38]。二階は、「皆で力をあわせて問題の解決に努力しよう」との考えを明かした[38]。一方、同日の衆院予算委員会で安倍晋三内閣総理大臣は「政治家は自らの行動を律していく必要がある」と一連の報道に言及した[39]。公明党の山口那津男代表は「公人としての心得や緊張感を持たなければならない」と指摘した[40]。佐藤自民党国対委員長は「政治家として今まで言ってきたことへの責任はあり、きちんとケジメをつけるべきだ」と同日の記者会見で強調した[41]。民主党の安住淳国対委員長代理は一連の報道に対し「（宮崎に）育児休業を与える国会議員は1人もいないのではないか」「（育児休業取得は）売名行為だったのではないか」と報道陣に答えた[42]。
    - 不倫疑惑の相手とされる女性タレントは、グラビアタレントの宮沢磨由であると日刊スポーツに報じられた[43]。同日までに宮沢は宮崎との関係を示唆する1月4日、30日、31日および2月2日に投稿したブログを削除した。

  - 同年2月11日、谷垣自民党幹事長は、新潟市で行われた講演のなかで一連の報道に対し陳謝した[44]。
  - 同年2月12日10時45分から、国会内にて記者会見を行うことが11日までに報じられた[45]が、自らの進退については「一からやり直し。やれるだけやっていきたいと思います」として議員辞職については明確に否定した[46]。
  - 同年2月12日、宮崎は議員会館内で記者会見を行い[47]、事実関係を認めた上で、公人にあるまじき行為を行った責任を取るとして議員辞職する意向を表明した。不倫による議員辞職は、憲政史上初めてのことであった。
    - 会見では｢相手からSNSでメッセージをもらった｣として、自身の積極的な関与については最後まで否定した。これに先立ち、宮崎が党関係者に「ハニートラップに遭った」などと弁明していたことが報じられた[48]。
    - また、会見のなかで、結婚後、他にも複数の女性と性的関係があった点を認め、謝罪した。さらに、結婚記念日にも不倫行為があったのではないか？との問いについては、回答を拒んだ[49]。これについて、同年2月18日、週刊文春（2016年2月25日号）は、宮崎が金子とは別に他の女性とも婚約していたと報じた[24]。
    - 一方で、宮崎の一連の辞任表明は、所属する自民党京都府連への事前連絡を一切行わずになされたものであったため、西田昌司自民党京都府連会長は「まずは京都で支援者やわれわれと意見交換してから決めるべき。（再出馬の）資格はない。党も離れてもらうべき」として、不快感を示した[50]。

  - 同年2月15日、女性タレントがTBSの取材に応じ、宮崎と初めて出会ったとされる1月4日の状況について証言した。証言によると、宮崎は「着付けってどうやるのか教えて」と声をかけた上、女性タレントの手を握るなどし、その後、宮崎は女性タレントに対しLINEで「好き」「会いたくてたまらない病」「私のど真ん中は“ソナタ”」「京都に来ない？」といったメッセージを一日に400回以上も送りつけ[51]、何度も繰り返し自らの写真をLINEで送るよう要求したという[52]。
    - また、同日の衆議院予算委員会で、内閣総理大臣安倍晋三は「党総裁として申し訳ない」と自由民主党総裁としての責任を認め、陳謝した[53]。

  - 同年2月16日、衆議院本会議で宮崎の議員辞職が全会一致で認められた。また同日付で自由民主党本部に離党届を提出し、受理された[54]。宮崎の辞職に伴い行われた京都3区の補欠選挙では自民党は候補者擁立を見送り直近2選挙で宮崎が下した泉健太（民進党）が当選、自民が議席を失う結果となった。

### 経歴にまつわる報道
- 宮崎の公式ウェブサイト略歴には「2010年京都大学大学院工学研究科非常勤講師就任」との記載がある[55]が、この経歴に対する問題を2016年2月13日に日刊スポーツが報じた[56]。
  - 報道によると、実際は、京都大学が学外に設けた講座『新産業創成論・ナノテクベンチャー論』において、起業家として、講義を2回行っただけに過ぎないとし[注釈 1]、京都大学から正式任命される「非常勤講師」には当たらないとの見方を伝えた[注釈 2]。しかし、京都大学のビジネスプランコンテストを数年にわたり運営するなど学生の起業に関するプロジェクトを支援していたことを含めて京都大学に貢献していると主張している。
- 宮崎の公式ウェブサイト略歴には「ボート部『国体出場』」とある[57]が、早大漕艇部（ボート部）は2016年2月14日、Facebookで「宮崎氏が早稲田大学漕艇部の出身であるとの報道が一部にございますが、同氏の大学1年生時の一時期、当部に在籍していた事実はあるものの、その後2年生になる以前に退部し、以降当部との関係はございません」「途中退部であるため、宮崎氏は当部OB会である稲門艇友会とも関係はございません」と報じられている[58]。

### 二度目の不倫発覚
- 2020年11月27日に文春オンラインにて四年ぶり二度目の不倫が報じられた[59]。

## 所属していた団体・議員連盟
- 創生「日本」
- 日本会議国会議員懇談会[60]
- みんなで靖国神社に参拝する国会議員の会
- 神道政治連盟国会議員懇談会
- 日本フィリピン友好議員連盟（事務局次長）
- 自民党 日本版マイスター制度を推進する特命委員会（事務局長）
- 自民党キャリア教育推進議員連盟（事務局長）
- 自民党キャリア教育特命委員会（事務局長）
- 自民党全国保育関係議員連盟
- ユニセフ議員連盟
- 自民党お祭り議員連盟
- 国民歯科問題議員連盟
- 街の酒屋さんを守る国会議員の会
- 自民党歌舞伎振興議員連盟
- 専修学校等振興議員連盟
- 日本を明るくする会
- 自民党 ネットメディア局 （次長）
- 自民党 青年局 （次長）

## 過去の番組出演

### テレビ
- バラいろダンディ（TOKYO MX、2019年10月4日 - 2021年3月19日 ） - 金曜MC
- 呼び出し先生タナカ（フジテレビ、2022年4月24日）
- 相席食堂（朝日放送、2022年11月22日） - 妻の金子恵美とともに夫婦でロケを行った[61]。